# Гассох, Вера Самойловна
Вера Самойловна Гассо́х (также Вера Хаимовна Гасох и Вера Хаимовна—Самойловна Гассох, по мужу Гоц; 1863 или 1864, Одесса, Херсонская губерния — 7 января 1938, Париж) — русская революционерка, народница, член партии «Народная воля» и партии социалистов-революционеров.

## Биография
Вера Гассох родилась между 1860 и 1864 годом в еврейской мещанской семье в городе Одессе Одесского уезда Херсонской губернии, ныне город — административный центр Одесской области Украины. Здесь же окончила гимназию.
С 1877 года входила в одесский революционный кружок. В 1881 году вступила в партию «Народная воля», принадлежала к городскому и вокзальным кружкам в Одессе.
В 1881 году переехала в Санкт-Петербург, где поступила на женские фельдшерские курсы при Георгиевской общине. Арестована в Санкт-Петербурге 24 ноября (6 декабря)  1881 года и перевезена в Одессу.
Привлечена к дознанию жандармским управлением Одессы вместе с Анастасией Наумовной Шехтер, Михаилом Ионатановичем Дрейем, Самуилом Владимировичем Майером и другими по обвинению в принадлежности к террористическому сообществу (Стрельниковский процесс 23-х в Одессе). Содержалась под стражей до 15 (27) марта 1882 года, после чего подчинена особому надзору полиции. По Высочайшему повелению от 6 (18) октября 1882 года вменено в наказание предварительное содержание под стражей с подчинением гласному надзору вне местностей, объявленных на положении усиленной охраны, в течение двух лет.
В октябре 1882 года выслана из Одессы в Екатеринослав. В декабре 1883 года переведена в Александровск (Екатеринославская губерния). По окончании срока гласного надзора 6 (18) октября 1884 года подчинена негласному полицейскому надзору. В 1885 году продолжала вести революционную работу в Екатеринославе, где жила со своей подругой Анастасией Шехтер; посещала квартиру народовольца Михаила Моисеевича Полякова и встречалась с Борисом Дмитриевичем Оржихом. 28 февраля (12 марта)  1886 года арестована в Екатеринославе и привлечена к дознанию по делу об организации Таганрогской тайной типографии и по обвинению в укрывательстве Б. Д. Оржиха.
По Высочайшему повелению от 6 (18) октября 1887 года выслана под гласный надзор полиции на пять лет в Восточную Сибирь. В середине мая 1888 года отправлена из Бутырской тюрьмы в Сибирь. Местом ссылки определён Колымский округ (Якутская область). В конце 1888 года прибыла в Якутск, где работала фельдшером и вскоре вышла замуж за Михаила Рафаиловича Гоца.
22 марта (3 апреля)  1889 года участвовала вместе с товарищами в вооруженном сопротивлении в Якутске (Якутская трагедия). 
7 (19) июля 1889 года — 13 (25) июля 1889 года судилась в Якутске, военно-судная комиссия её признала виновной в вооруженном сопротивлении исполнению распоряжений начальства и приговорена к лишению всех прав состояния и к каторжным работам без срока. По конфирмации приговора командующим войсками Иркутского военного округа от 20 июля (1 августа)  1889 года бессрочные каторжные работы заменены каторжными работами на 15 лет.
С начала 1890 года содержалась в Вилюйской тюрьме и отбывала каторгу. В марте 1892 года отправлена из Вилюйска в Якутск и 1 (13) июня 1892 года водворена в Акатуе (Забайкальская область). Зимой 1893—1894 года находилась в Карийской женской тюрьме. В 1894 году переведена в Горный Зерентуй. В 1894 году вышла на поселение, водворена в Кургане (Тобольская губерния) в разряде сосланных на житьё. По манифесту 1896 года срок ссылки сокращён на год. По данным Переписи населения Российской империи 1897 года она вместе с мужем жила в городе Кургане в доме К.И. Иванова на улице Троицкой , ныне улица Куйбышева. Вместе с ними жила её сестра Татьяна Потапова с сыном Николаем и прислуга: Прасковья Васильевна Филиппова (нянька) и Татьяна Ивановна Русакова (кухарка).
По возвращении в Европейскую Россию эмигрировала во Францию. Проживала в Париже. Вступила в партию социалистов-революционеров. В 1909 году вышла замуж за шлиссельбуржца народовольца Сергея Андреевича Иванова. Была одним из основателей и членом комитета Парижского политического Красного Креста. Во время Первой мировой войны сотрудничала в Обществе помощи русским волонтёрам. Член бюро Комитета помощи писателям и учёным во Франции (была членом его ревизионной комиссии), член правления общественной библиотеки имени И. С. Тургенева. Великую Октябрьскую Социалистическую революцию встретила враждебно.
Вера Иванова (Гоц, Гассох) умерла 7 января 1938 года в городе Париже округа Париж департамента Сена Французской Республики, ныне город и округ входят в департамент Париж региона Иль-де-Франс Французской Республики. Похоронена 9 января 1938 года на кладбище Баньё города Баньё округа Антони, ныне департамент О-де-Сен региона Иль-де-Франс Французской Республики.

## Семья
- Первый муж (с 1888 года) — Михаил Рафаилович Гоц (1866—1906).
- Второй муж (с 1909 года) — Сергей Андреевич Иванов (1858—1927).
- Сестра — Татьяна Самойловна Гассох (в замужестве и крещении Татьяна Владимировна Потапова, 1871—1932), была замужем за эсером и врачом потомственным дворянином Александром Ивановичем Потаповым (литературный псевдоним — А. Рудин; 1869—1915); вместе с мужем входила в состав «Организационного бюро» партии социалистов-революционеров (1907).
- Сестра — Клара (Хая) Самойловна Гассох (в замужестве Луцкая; 1872—1962)
  - Племянник — Семён Абрамович Луцкий (1891—1977), поэт.